# Rozsondai Károly
Rozsondai Károly (Zajzon, 1901. február 10. – Sopron, 1967. december 20.) a volt soproni tanítóképző igazgatója, általános iskolai igazgató.

## Életpályája
1919-ben diplomázott a Kolozsvári Állami Tanítóképzőben. 1920-ban családjával áttelepült Budapestre. 1920-tól a szegedi Polgári Iskolai Tanárképző Főiskola hallgatója volt. 1925-től a Soproni Tanítóképző Intézet tanára, 1936-tól igazgatója volt. 1926-ban a szegedi egyetem mellett működő Apponyi Kollégiumban tanítóképző intézeti tanári képesítést kapott. 1957–1961 között általános iskolai igazgatóként dolgozott.
Helytörténeti és folklórkutatásokat végzett.

## Művei
- Falukutatás és tanítóképzés (Cegléd, 1936)
- Sopronbánfalva. Falutanulmány és községrajz (Sümeghy Józseffel, Sopron, 1937) [2]
- A versírásról (Sopron, 1943)